# Hebenstretia dura
Hebenstretia dura är en flenörtsväxtart som beskrevs av Jacques Denys Denis Choisy. Hebenstretia dura ingår i släktet gatörter, och familjen flenörtsväxter. Inga underarter finns listade i Catalogue of Life.